# Zauía al-Nussak
La Zauía al-Nussak (en árabe: زاوية النساك; también transcrito como Zaouiat en-Noussak) es una zauía histórica ubicada justo afuera de las antiguas murallas de la ciudad de Salé, Marruecos.

## Historia
La zauía fue construida por el sultán mariní Abu Inán en 1356. Una inscripción anterior registraba que su construcción se completó el 27 de Sha'ban del año 757 d. H. (25 de agosto de 1356 d. C.). El nombre del edificio proviene de los escritos de Ibn al-Khatib.
La zauía probablemente estaba ocupada por estudiantes sufíes, liderados por un jeque, que rezaban y estudiaban el Corán juntos. A diferencia de otras zauías del norte de África, no estaba centrada en la tumba de un valí y no era el centro de una tariqa (hermandad sufí) específica. Sin embargo, cerca se encontraba la tumba de un santo musulmán llamado Sidi Bel Abbas, junto con otros cementerios.  Por esta razón, algunas fuentes se refieren a la zauía como la Zauía de Sidi Bel Abbas. La zauía también actuaba como una especie de funduq que proporcionaba alojamiento a viajeros y peregrinos. Los viajeros y caravanas que llegaban a Salé a última hora del día, después de que se cerraran las puertas de la ciudad, podían alojarse aquí.
El edificio probablemente resultó gravemente dañado por un incendio. Su portal de entrada suroeste se derrumbó en 1912. Durante el siglo XX permaneció en gran parte en ruinas, a excepción del portal de entrada noroeste. Sus restos fueron excavados y estudiados por el arqueólogo Jacques Meunié en 1948. Según el escritor Richard Parker en 1981, los restos de la zauía estaban siendo utilizados como residencia privada en ese momento. Desde entonces, el edificio ha sido reconstruido en gran parte. El portal de piedra de su entrada noroeste es el único elemento importante que se conserva de la estructura original.

## Arquitectura

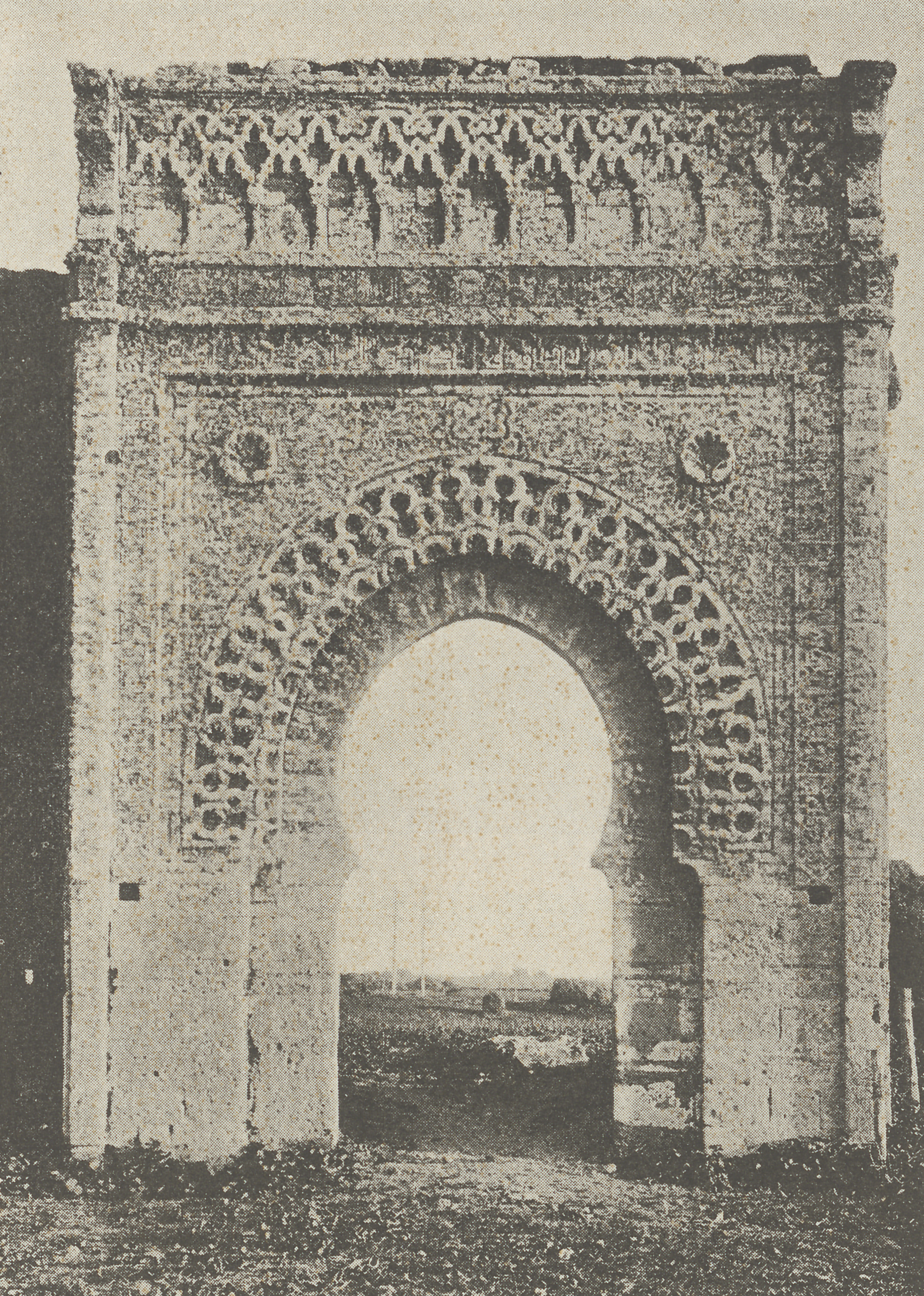
Zauíat al-Nussak (1921)

La única parte bien conservada del edificio es su portal de entrada adornado en piedra tallada.  Esta puerta principal, orientada al noroeste, era conocida como Bab Salé.  La banda semicircular de líneas entrelazadas alrededor del arco, los arabescos que llenan las enjutas y la concha o palmeta tallada en el centro de las enjutas recuerdan a las puertas Bab Oudaya y Bab er-Rouah de la época almohade en Rabat, así como a la puerta meriní más contemporánea de Chellah. Es posible que las ménsulas de las esquinas superiores hayan servido en el pasado para sostener un techo saliente sobre la entrada. Dos bandas de inscripciones árabes, una en escritura cúfica y la otra en cursiva, presentan versículos coránicos. Una entrada secundaria en el lado suroeste del edificio, llamada Bab Chellah, se derrumbó en 1912. Probablemente se parecía al portal de entrada principal. Presentaba una inscripción que fue documentada antes del colapso del portal y señalaba la fundación del edificio por Abu Inan y su finalización en 1956.
El resto del edificio, que fue construido con piedra caliza, no se ha conservado bien. Tiene planta rectangular de unos 35 metros de largo y unos 27 de ancho. La disposición del edificio guarda muchas similitudes con la zauía anterior que Abu Inan construyó en Chellah, lo que sugiere que esta última pudo haber servido como modelo para la de Salé. Detrás de la entrada había un vestíbulo que conducía al patio principal. Desde el vestíbulo también había pasajes que conducían a una mida'a (instalación de abluciones) al norte y viviendas al sur, que probablemente pertenecían al jeque de la institución. El patio principal estaba centrado alrededor de una gran pileta de agua rectangular, flanqueada por una fuente circular en cada extremo y rodeada de galerías que conducían a otras salas, posiblemente utilizadas para enseñanza y reuniones. Las habitaciones de los estudiantes probablemente estaban situadas en un piso superior que ya no existe. Los suelos y las paredes inferiores del patio estaban decorados con azulejos zellige, que Jacques Meunié documentó durante las excavaciones del siglo XX. Meunié también encontró escasos fragmentos de estuco tallado, lo que sugiere que el resto del edificio también presentaba este tipo de decoración, como en otras madrazas meriníes.